# NGC 4639
NGC 4639 ist eine Balken-Spiralgalaxie mit aktivem Galaxienkern vom Hubble-Typ SBbc im Sternbild Jungfrau nördlich der Ekliptik. Sie ist schätzungsweise 43 Millionen Lichtjahre von der Milchstraße entfernt und hat einen Durchmesser von etwa 35.000 Lichtjahren. In ihrem äußeren Bereich können Cepheiden beobachtet werden. Unter der Katalognummer VVC 1943 wird sie als Mitglied des Virgo-Galaxienhaufens gelistet.

Im selben Himmelsareal befinden sich u. a. die Galaxien NGC 4611, NGC 4620, NGC 4654, NGC 4659.
Die Typ-Ia-Supernova SN 1990N wurde hier beobachtet.
Das Objekt wurde am 12. April 1784 von dem deutsch-britischen Astronomen Wilhelm Herschel entdeckt.